# دانيال إس. ديكنسون
دانيال إس. ديكنسون (بالإنجليزية: Daniel S. Dickinson) هو محامي وسياسي أمريكي، ولد في 11 سبتمبر 1800 في غوشين في الولايات المتحدة، وتوفي في 12 أبريل 1866 في نيويورك في الولايات المتحدة. نشط حزبياً في الحزب الديمقراطي. وقد انتخب النائب العام لنيويورك ‏ (1862 – 31 ديسمبر 1863) وانتخب عضو مجلس الشيوخ الأمريكي.